# 丹澤章八
丹澤 章八（たんざわ しょうはち、1929年 - ）は、日本の医師、医学博士。明治国際医療大学名誉教授。
1951年松本医学専門学校（現信州大学医学部）卒業。神奈川県総合リハビリテーションセンター・七沢リハビリテーション病院にてリハビリテーション部長および東洋医学科部長を務めた。明治鍼灸大学大学院教授、社団法人全日本鍼灸学会会長を歴任。

## 来歴
1929年、東京に生まれる。1951年、信州大学松本医学専門学校（現信州大学医学部の前身）を卒業し医師となる。1957年に京都府立医科大学で医学博士を取得し、産婦人科医として臨床にあたった。1959年、厚生技官を経て家庭の事情により医師を退き、その後13年間、製薬業界で実業家として活動した。1972年に医師復帰。米国から日本に導入されて間もなかったリハビリテーションに注目し、当時日本に数えるほどしか存在しなかったリハビリテーション専門病院である神奈川県総合リハビリテーションセンター・七沢リハビリテーション病院に勤務、のちにリハビリテーション部長、東洋医学科部長を務めた。1976年には上海市革命委員会の招きを受けて、日本医師団の13名の一人として上海中医学院（現上海中医薬大学）へ留学し、現代中国鍼灸医学・医療の研修を受けた。帰国後は、鍼灸医療（東洋医療）をリハビリテーション医療（現代医療）に導入し、東西統合医療の先駆的実践者として活動する。その前後、北里大学衛生学部非常勤講師や東海大学医学部非常勤教授を経て、1991年に明治鍼灸大学（現明治国際医療大学）大学院の教授となる。これは日本で初めての鍼灸学研究科修士課程の設置であった。さらに、厚生省審議会委員、あんまマッサージ指圧師・はり師・きゅう師国家試験ワーキンググループ座長を経て同試験委員会委員長を務め、都道府県知事免許であったあん摩マッサージ指圧師、はり師、きゅう師が1992年に厚生労働大臣免許（国家資格）に変更されるにあたり大きく貢献した。また、日本最大規模の鍼灸学術団体である全日本鍼灸学会の会長を務め、2016年には同会名誉会員となっている。
80歳を超えた後も、2010年5月に東洋医学を次代につなぐ医療人育成のための研修塾である「丹塾」を同人とともに設立し、2017年現在も精力的に後進の育成を続けている。

## 芸術の造詣
芸術に造詣が深く、演劇、常磐津、陶芸、彫塑など多岐に渡って才能を発揮している。幼少時から足繁く父親に歌舞伎小屋へ連れて行かれたこと、学生時代は役者志望であったこと、演劇部を創設し学生演劇としては初めて「シラノ・ド・ベルジュラック」の公演を手掛け主役を演じたこと、国立東京第一病院（現国立国際医療センター）でのインターン時代には仲間とともにチェーホフの「熊」を院内で演じたことなどが本人の口から語られている。常磐津は、人間国宝である常磐津英寿師から「常磐津丹字太夫」の名を授かり、名取の腕前である。2017年に行われた丹塾主催の鍼灸師育成シンポジウムでは、閉会後に米寿祝賀式典としてその常磐津が披露された。また、彫塑においてはその作品が日本彫刻会の公募展である日本彫刻会展覧会（通称「日彫展」）にたびたび入選されている。1999年、2004年には夫人（洋画）とともに個展を開催した。

## 著書

### 単著
- 『高齢者ケアのための鍼灸医療 ―鍼灸の新しい概念を求めて』丹澤章八 著，医道の日本社，1995年4月
- 『鍼灸の風景 : 丹澤章八先生講演・随筆集』丹澤章八 著，丹塾，2014年8月

### 編著・監修
- 『鍼灸最前線 : 科学化の現在と臨床の展開』監修・編: 丹沢章八, 尾崎昭弘 執筆: 相川貞男ほか，医道の日本社，1997年4月
- 『鍼灸臨床における医療面接』丹澤章八 編著，医道の日本社，2002年7月
- 『あはき心理学入門』丹澤章八 監修, あはき心理学研究会 編著，ヒューマンワールド，2010年6月
- 『臨床推論ー臨床脳を創ろう』 丹澤章八 編著，錦房，2019年2月
- 『改訂版 鍼灸臨床における医療面接』 丹澤章八 編著，医道の日本社，2019年5月

### 分担執筆
- 日本未病システム学会 編集『未病医学 臨床』，金芳堂，2006年12月
- 福井圀彦・藤田勉・宮坂元麿 編『脳卒中最前線―急性期の診断からリハビリテーションまで― 第4版』，397-402，医歯薬出版，2009年9月